# Jacke wie Hose
Jacke wie Hose ist eine DDR-Filmkomödie von 1953. In der DEFA-Produktion geht es um den Wettbewerb von männlichen und weiblichen Arbeitern in einem Stahlwerk. Am Ende gibt es neue Ideen zur körperlichen Erleichterung der Tätigkeiten.

## Handlung
Ein neuer Ministeriumsbeschluss sieht vor, dass Frauen eines Stahlwerkes nicht an Stahlpressen mit über 250 Kilogramm arbeiten dürfen. Dies stößt bei den Frauen auf Widerstand, die der Meinung sind, sie könnten diese Arbeit genauso gut machen wie die Männer. Um dies zu beweisen, rufen die Frauen einen Wettbewerb zwischen männlichen und weiblichen Arbeitern aus.
Die Männer sind siegesgewiss, da sie sich auf ihre körperliche Kraft verlassen. Die Frauen jedoch setzen ihren Kopf ein. Sie entwickeln eine neue Karre, mit der die glühenden Eisenstücke auf Schienen zur Presse gebracht werden können. So gewinnen sie den Wettbewerb und erhalten großen Respekt ihrer männlichen Kollegen. Aufgrund der neu geschaffenen Arbeitserleichterung wird der Beschluss durch das Ministerium wieder aufgehoben.

## Hintergrund
Der Film wurde im Studio Babelsberg gedreht. Die Außenaufnahmen entstanden in der Maxhütte sowie in deren Umgebung. Es singt der Chor der Maxhütte. Mit Ruth Maria Kubitschek und Edwin Marian haben zwei später im Westen viel beschäftigte Darsteller ihre allerersten Schauspielauftritte.

## Veröffentlichungen
Die Kinopremiere war am 30. April 1953 im Berliner Kino Babylon.